# Thriponea
Thriponea är ett släkte av fjärilar. Thriponea ingår i familjen trågspinnare.
Kladogram enligt Catalogue of Life:
| Thriponea | \| \| Thriponea difficilis \| \| \| \| \| \| Thriponea muricata \| \| \| \| |
|           | \| \| Thriponea difficilis \| \| \| \| \| \| Thriponea muricata \| \| \| \| |
|           | Thriponea difficilis                                                        |
|           |                                                                             |
|           | Thriponea muricata                                                          |
|           |                                                                             |